# Ludwik Jabłonowski (1784–1864)
Ludwik Jabłonowski herbu Prus III (ur. 5 sierpnia 1784, zm. 31 marca 1864 w Wenecji) – ziemianin z Galicji Wschodniej, urzędnik austriacki, poseł w Neapolu.

## Życiorys
Był synem Macieja i Marianny z Szeptyckich.
Był zwolennikiem austriackiego absolutyzmu, co pokazywał w czasie Kongresu wiedeńskiego oraz po Wiośnie Ludów (w 1851 wydał broszurę Das monarchische Prinzip und die Volksvertretung).
Od 1816 do 1822 był posłem w Neapolu. W 1831 oddał usługi posłom polskiego rządu powstańczego, pomagając im skontaktować się z wyższymi urzędnikami.
Otrzymał honorowe godności: Koniuszego (w 1817) i kuchmistrza Królestwa Galicji (1834). W 1820 potwierdzono jego tytuł książęcy. W 1831 został szambelanem cesarskim, a w 1833 – tajnym radcą.
W 1805 ożenił się z Karoliną z Woynów. Po jej śmierci ponownie ożenił się w 1841 z Ludwiką Marin. Był nałogowym karciarzem, co doprowadziło go do ruiny i koniec życia spędził żyjąc skromnie w Wenecji.

## Literatura
- Stefan Kieniewicz: Jabłonowski Liudwik (1784—1864). W: Polski Słownik Biograficzny. T. Х/2. Wrocław – Warszawa – Kraków : Zakład Narodowy Imienia Ossolińskich, Wydawnictwo Polskiej Akademii Nauk, 1963, zeszyt 45, 161–320 s., s. 229.